# Глогув-Малопольський (гміна)
Гміна Глогув-Малопольський (пол. Gmina Głogów Małopolski) — місько-сільська гміна у східній Польщі. Належить до Ряшівського повіту Підкарпатського воєводства.
Станом на 31 грудня 2011 у гміні проживало 18795 осіб.

## Територія
Згідно з даними за 2007 рік площа гміни становила 145.76 км², у тому числі:
- орні землі: 56.00%
- ліси: 34.00%

Таким чином, площа гміни становить 11.96% площі повіту.

## Населення
Станом на 31 грудня 2011:
| Опис     | Загалом | Загалом | Чоловіки | Чоловіки | Жінки | Жінки |
| -------- | ------- | ------- | -------- | -------- | ----- | ----- |
| одиниця  | осіб    | %       | осіб     | %        | осіб  | %     |
| все      | 18795   | 100     | 9318     | 49.58    | 9477  | 50.42 |
| міське   | 5887    | 100     | 2915     | 49.52    | 2972  | 50.48 |
| сільське | 12908   | 100     | 6403     | 49.60    | 6505  | 50.40 |

## Солтиства
Буди Глоговскє, Гуціско, Ліпє, Мілоцін, Поґвіздув Нови, Погвіздув Стари, Пшевротне, Роґозьніца, Рудна Мала, Стикув, Воля Ціха, Висока Глоговска, Забайка.

## Історія
Об'єднана сільська гміна Глогув-Малопольський Ряшівського повіту Львівського воєводства утворена 1 серпня 1934 р. внаслідок об'єднання дотогочасних (збережених від Австро-Угорщини) громад сіл (гмін): Буди, Гуціско коло Пшевротне, Ліпє, Мілоцін, Поґвіздув, Пшевротне, Рогозьніца, Стикув, Воля Ціха, Висока, Забайка.

## Сусідні гміни
Гміна Глогув-Малопольський межує з такими гмінами: Кольбушова, Раніжув, Свільча, Соколів-Малопольський, Тшебовнісько.